# Cantó de Bouxwiller
El cantó de Bouxwiller (alsacià Kanton Buswiller) és una divisió administrativa francesa situat al departament del Baix Rin i a la regió del Gran Est. Des del 2018 té 53 municipis i el cap és Bouxwiller.

## Composició
1. Alteckendorf
2. Berstett
3. Bosselshausen
4. Bossendorf
5. Bouxwiller
6. Buswiller
7. Dingsheim
8. Dossenheim-Kochersberg
9. Duntzenheim
10. Durningen
11. Ettendorf
12. Fessenheim-le-Bas
13. Furdenheim
14. Geiswiller-Zœbersdorf
15. Gougenheim
16. Grassendorf
17. Griesheim-sur-Souffel
18. Handschuheim
19. Hochfelden
20. Hohfrankenheim
21. Hurtigheim
22. Ingenheim
23. Issenhausen
24. Ittenheim
25. Kienheim
26. Kirrwiller
27. Kuttolsheim
28. Lixhausen
29. Melsheim
30. Minversheim
31. Mutzenhouse
32. Neugartheim-Ittlenheim
33. Obermodern-Zutzendorf
34. Obersoultzbach
35. Pfulgriesheim
36. Quatzenheim
37. Ringeldorf
38. Ringendorf
39. Rohr
40. Schalkendorf
41. Scherlenheim
42. Schnersheim
43. Schwindratzheim
44. Stutzheim-Offenheim
45. Truchtersheim
46. Uttwiller
47. Waltenheim-sur-Zorn
48. Wickersheim-Wilshausen
49. Willgottheim
50. Wilwisheim
51. Wingersheim les Quatre Bans
52. Wintzenheim-Kochersberg
53. Wiwersheim

## Història
| Data d'elecció | Identitat        | Partit | Qualitat |
| -------------- | ---------------- | ------ | -------- |
| 1976-2001      | Jean Westphal    | UMP    |          |
| 2001 -         | Pierre Marmillod | UDF    |          |